# Орден Незалежності (В'єтнам)
Орден Незалежності (в'єт. Huân chương Độc lập) — третій за значимістю орден Соціалістичної Республіки В'єтнам.

## Опис
Орден складається з трьох ступенів: I — три зірки, II — дві зірки, III — одна зірка.
Орденом Незалежності нагороджуються особи, що проявили виключно видатні досягнення в політичних, економічних, суспільних, технологічних, дипломатичних, наукових областях, в обороні, безпеці, літературі і мистецтві.
Вручається колективам, які виявили видатні досягнення протягом п'яти років поспіль до нагородження, із збереженням внутрішньої єдності, співпрацею з партією і масовими організаціями. Крім того, повинні виконуватися такі умови: Орден третього ступеня вручається при досягненні 20 років будівництва і розвитку, а якщо вже був наданий Орден Праці першого ступеня, то 15 років і більше.
Орден другого ступеня вручається при досягненні 25 років будівництва і розвитку, а якщо вже був наданий орден третього ступеня, то 20 років і більше.
Орден першого ступеня вручається при досягненні 30 років будівництва і розвитку, а якщо вже був наданий орден другого ступеня, то 25 років і більше.
Орден був заснований 6 червня 1947 року.